# Regard neuf sur Olympia 52
Pour plus de détails, voir Fiche technique et Distribution.
Regard neuf sur Olympia 52 est un documentaire français réalisé par Julien Faraut et sorti en 2013.

## Synopsis
Enquête sur la réalisation par Chris Marker de son premier long métrage, Olympia 52, documentaire sur les Jeux olympiques d'Helsinski en 1952.

## Fiche technique
- Titre : Regard neuf sur Olympia 52
- Réalisation : Julien Faraut
- Scénario : Julien Faraut
- Musique : Sandro Boschi
- Photographie : Étienne Carton de Grammont, Scott Lachance et Nicolas Thibault
- Son : Henri Maïkoff
- Montage : Camille Carrow
- Société de production : Films à Cinq
- Distribution : Tamasa Distribution
- Pays de production :  France
- Genre : documentaire
- Durée : 82 minutes
- Date de sortie :
  - France : 23 octobre 2013

## Distribution
- Clémentine Domptail : voix